# Anja Čarman
Anja Čarman (Škofja Loka, Yugoslavia, 22 de marzo de 1985) es una deportista eslovena que compitió en natación.
Ganó dos medallas en el Campeonato Europeo de Natación de 2004 y cinco medallas en el Campeonato Europeo de Natación en Piscina Corta entre los años 2000 y 2012.

## Palmarés internacional
| Campeonato Europeo                  | Campeonato Europeo | Campeonato Europeo | Campeonato Europeo     |
| Año                                 | Lugar              | Medalla            | Prueba                 |
| ----------------------------------- | ------------------ | ------------------ | ---------------------- |
| 2004                                | Madrid (España)    | Medalla de plata   | 800 m libre            |
| 2004                                | Madrid (España)    | Medalla de plata   | 200 m espalda          |
| Campeonato Europeo en Piscina Corta |                    |                    |                        |
| Año                                 | Lugar              | Medalla            | Prueba                 |
| 2000                                | Valencia (España)  | Medalla de bronce  | 200 m espalda          |
| 2001                                | Amberes (Bélgica)  | Medalla de oro     | 400 m libre            |
| 2001                                | Amberes (Bélgica)  | Medalla de plata   | 800 m libre            |
| 2007                                | Debrecen (Hungría) | Medalla de oro     | 200 m espalda          |
| 2012                                | Chartres (Francia) | Medalla de plata   | 4 × 50 m estilos mixto |